# دونك روسو
دونك روسو هو لاعب هوكي الجليد كندي، ولد في 10 فبراير 1945 في Bissett, Manitoba ‏ في كندا، وتوفي في 17 أكتوبر 2017.

## وصلات خارجية
- دونك روسو على موقع EliteProspects.com (الإنجليزية)
- دونك روسو على موقع HockeyDB.com (الإنجليزية)
- دونك روسو على موقع Hockey-Reference.com (الإنجليزية)